# Jaderná elektrárna Saveh
Jaderná elektrárna Saveh (persky نیروگاه اتمی ساوه‎) byla plánovaná jaderná elektrárna v Íránu. Nacházet se měla v provincii Markazí u města Saveh. Měla se stát třetí jadernou elektrárnou v zemi, hned po elektrárně Darkhovin. Islámská revoluce znemožnila realizaci projektu, protože v roce 1979 se Kraftwerk Union stáhl z Íránu.

## Historie a technické informace

### Počátky
V roce 1977 Írán odhalil dvě nové lokality pro možnou výstavbu jaderné elektrárny, které chtěl Írán vybavit reaktory Kraftwerk Union. Šlo o Isfahán a Saveh. Obě jaderné elektrárny měly být objednány v rámci kontraktu v celkové hodnotě 20 miliard německých marek. Objednávka na dodávku těchto bloků byla největším kontraktem, který byl kdy podepsán v mezinárodním jaderném průmyslu, a to jak z hlediska hodnoty, tak z hlediska kapacity dodávky, 4800 MW.

### Chronologie
Podle plánu by jednotky v Savehu měly být uvedeny do provozu v letech 1986 a 1987. Jednání o výstavbě bloků začala v dubnu 1978. Podpis smlouvy se však opozdil, protože nejprve mělo být podepsáno několik předběžných smluv s Íránem. Podpis byl plánován na rok 1979. Po vypuknutí islámské revoluce v roce 1979 se společnost Kraftwerk Union AG stáhla ze stavby jaderné elektrárny Búšehr a nepodnikla s Íránem žádná další jednání o výstavbě dalších jaderných elektráren. Od roku 1979 žádná další jednání neproběhla.
Místo je uprostřed pouště bez zdrojů vody a v oblasti zemětřesení. Místo bylo prozkoumáno americkou společností Energy Technology Consultants a doporučeno jako jedno ze dvou možných umístění u Savehu. Došlo však ke konfliktu s Íránskou organizací pro atomovou energii, která smlouvu v prosinci 1978 vypověděla, takže žádná z lokalit nemohla být plně vyhodnocena.

## Informace o reaktorech
| Reaktor          | Typ reaktoru | Výkon   | Výkon   | Zahájení výstavby            | Připojení k síti             | Uvedení do provozu           | Uzavření                     |
| Reaktor          | Typ reaktoru | Čistý   | Hrubý   | Zahájení výstavby            | Připojení k síti             | Uvedení do provozu           | Uzavření                     |
| ---------------- | ------------ | ------- | ------- | ---------------------------- | ---------------------------- | ---------------------------- | ---------------------------- |
| Saveh-1 (Írán-7) | KWU-1300     | 1237 MW | 1300 MW | Plánování zrušeno 1. 1. 1979 | Plánování zrušeno 1. 1. 1979 | Plánování zrušeno 1. 1. 1979 | Plánování zrušeno 1. 1. 1979 |
| Saveh-2 (Írán-8) | KWU-1300     | 1237 MW | 1300 MW | Plánování zrušeno 1. 1. 1979 | Plánování zrušeno 1. 1. 1979 | Plánování zrušeno 1. 1. 1979 | Plánování zrušeno 1. 1. 1979 |